# 新潟県道585号中条停車場線
新潟県道585号中条停車場線（にいがたけんどう585ごう なかじょうていしゃじょうせん）は、新潟県胎内市内を通る一般県道である。

## 概要

### 路線データ
- 起点：新潟県胎内市表町／西栄町（中条停車場）
- 終点：新潟県胎内市新栄町１番２（関沢交差点、国道7号交点）[1]

## 地理

### 通過する自治体
- 新潟県胎内市

### 接続する道路
- 胎内市道（起点）
- 国道7号＜中条黒川バイパス＞（終点：関沢交差点）